# مغالطة تأكيد الانفصال

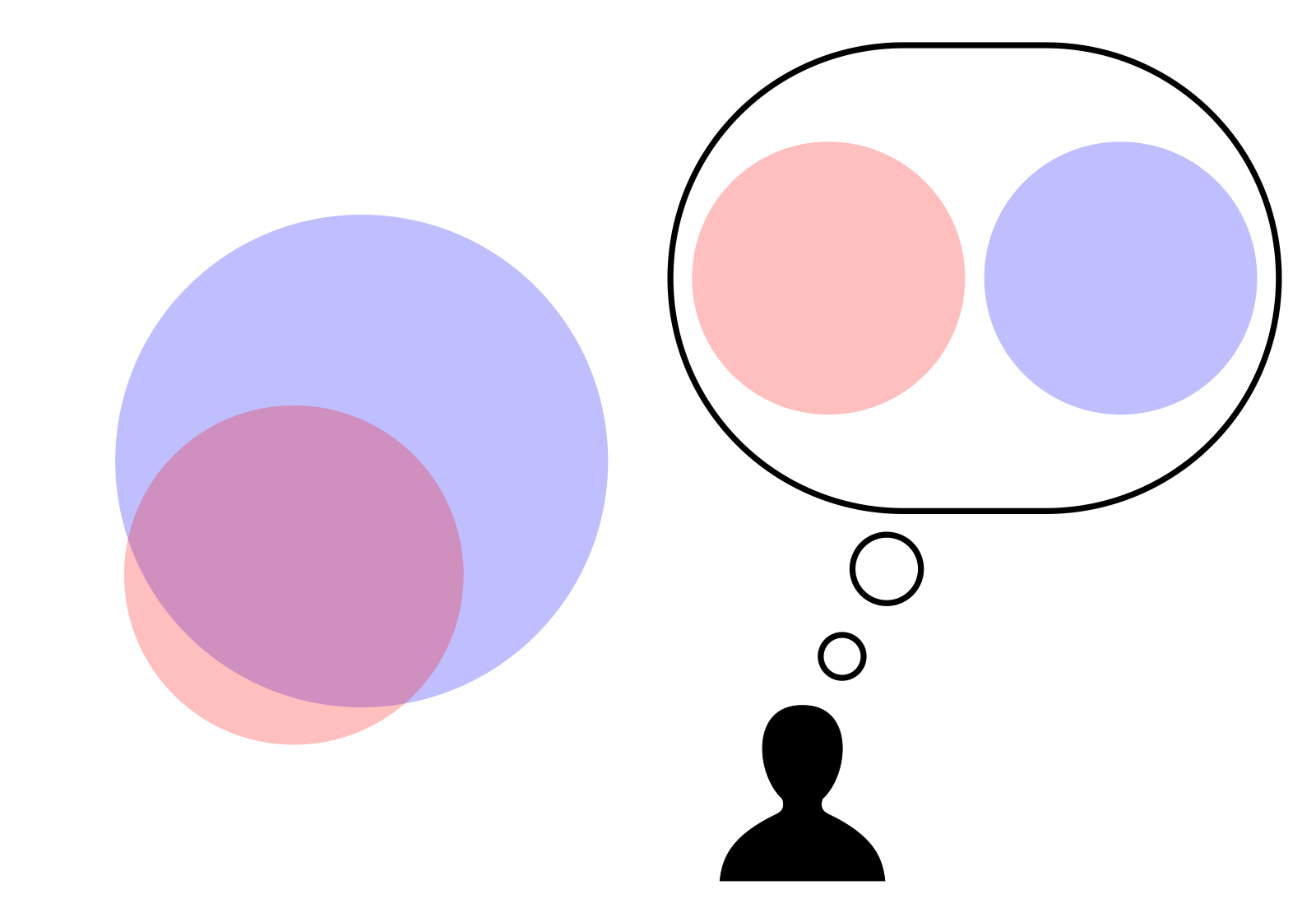

المغالطة الرسمية للتأكيد على التفكك أو الانفصال: تعرف أيضًا بمغالطة التفكك أو الانفصال البديل، أو تفكك أو انفصال الاستبعاد الكاذب. حيث تحدث عندما تأخذ الوسيطة الاستنتاجية الشكل المنطقي التالي:
(س) أو (ص)
(س)
لهذا، ليس (ص)
أو في الروابط المنطقية:
{\displaystyle p\vee q}
{\displaystyle p}
{\displaystyle {}\vdash {}} ¬ {\displaystyle q}
إذ ترمز إلى التأكيد المنطقي

## الشرح
هي مغالطة تكون في أستنتاج وجوب وجود جزء خاطيء بسبب وجود جزء صحيح. في الحقيقة بالإمكان أن يكون كلا الجزئين صحيحين «أو» يتم تعريفها بشكل شامل وليس حصري.
مغالطة تأكيد الانفصال يجب تجنب خلطها مع النقاش الصحيح المعروف بالقياس المنطقي الفاصل.

## أمثلة
النقاش التالي يشير إلى اختلال مغالطة تأكيد الانفصال
ماكس من الثديات أو ماكس هو قط.
ماكس هو من الثديات.
لهذا، ماكس ليس بقط.
الاستدلال غير سليم بسبب أن جميع القطط، بحكم تعريفهم، هم من الثدييات.
مثال ثاني يوفراقتراح أوليًا يبدوا واقعيًا ويُبين كيف أن استنتاجًا يحتوي على خطأ بشكل واضح لازال ينشأ تحت هذه المغالطة.
لكي يكون الشخص على غلاف مجلة فوج، عليه أن يكون من المشاهير أو يكون جميل المظهر.
غلاف هذا الشهر كان عليه صورة أحد المشاهير.
لهذا، هذا الشخص المشهور ليس جميلا جدًا.